# Anisodes griseomixta
Anisodes griseomixta là một loài bướm đêm trong họ Geometridae.